# Macaduma montana
Macaduma montana là một loài bướm đêm thuộc phân họ Arctiinae, họ Erebidae.